# ワンダーウーマン (アニメ)
『ワンダーウーマン』（英: Wonder Woman）は、DCコミックスから1987年に出版されたジョージ・ペレスによる『ワンダーウーマン』のエピソード「Gods and Mortals」を原作とするOVA。DCユニバース・アニメイテッド・オリジナル・ムービーズとしては4作目の映像作品で、2009年3月3日に発売された。日本では2017年7月5日に『ワンダーウーマン 75周年記念エディション』としてBlu-rayで発売、またデジタル配信された。

## キャスト
- ダイアナ / ワンダーウーマン - ケリー・ラッセル
- スティーブ・トレバー - ネイサン・フィリオン
- エッタ・キャンディ - ジュリアン・グロスマン
- ヒッポリタ女王 - ヴァージニア・マドセン
- アレス - アルフレッド・モリーナ
- アルテミス - ロザリオ・ドーソン
- ヘラ - マーグ・ヘルゲンバーガー
- ハデス - オリヴァー・プラット
- デイモス - ジョン・ディマジオ
- ペルセポネ - ヴィッキー・ルイス
- ゼウス - デヴィッド・マッカラム
- トラークス - ジェイソン・ミラー
- 少女 - スカイ・アレンズ

## サウンドトラック
2010年にはクリストファー・ドレイクによるオリジナルサウンドトラックが販売されている。
『Wonder Woman - Soundtrack From The DC Universe Animated Original Movie』
『Wonder Woman - O.S.T.』 - App Store
| #   | タイトル                     | 作詞 | 作曲・編曲 | 時間 |
| --- | ---------------------------- | ---- | ---------- | ---- |
| 1.  | 「The Battle / Origins」     |      |            | 8:52 |
| 2.  | 「Sparring」                 |      |            | 0:42 |
| 3.  | 「Ares Imprisoned」          |      |            | 1:29 |
| 4.  | 「Dog Fight, Part I」        |      |            | 1:48 |
| 5.  | 「Dog Fight, Part II」       |      |            | 1:58 |
| 6.  | 「Crash Landing」            |      |            | 1:06 |
| 7.  | 「Manhunt」                  |      |            | 2:01 |
| 8.  | 「Let The Games Begin」      |      |            | 1:22 |
| 9.  | 「Persephone's Betrayal」    |      |            | 1:08 |
| 10. | 「Bracelets and Arrows」     |      |            | 3:41 |
| 11. | 「Computer Room」            |      |            | 0:48 |
| 12. | 「Alley Thugs」              |      |            | 1:27 |
| 13. | 「Deimos」                   |      |            | 2:58 |
| 14. | 「At The Gates Of Tartarus」 |      |            | 4:30 |
| 15. | 「Cept Hemo Laudus =」       |      |            | 1:01 |
| 16. | 「Hades」                    |      |            | 3:35 |
| 17. | 「Ospedale and Ares Rally」  |      |            | 1:10 |
| 18. | 「DC Battle」                |      |            | 6:13 |
| 19. | 「Ares' End」                |      |            | 2:56 |
| 20. | 「She Misses Him」           |      |            | 1:00 |
| 21. | 「A New Nemesis」            |      |            | 0:37 |
| 22. | 「Wonder Woman End Titles」  |      |            | 3:03 |

## 映像ソフト
『ワンダーウーマン 75周年記念エディション』
製品情報
2017年7月5日発売
品番：1000648026
JAN 4548967330137
映像特典
- 『バットマン&ハーレイ・クイン』ダイジェスト
- ワンダーウーマンという存在
- 時代と共に移り変わるイメージ
- 神話と歴史